# Eurolega 2019-2020
L'Eurolega 2019-2020 è stata la 55ª edizione della massima competizione europea di hockey su pista riservata alle squadre di club, la 13ª con la denominazione di Eurolega. Il torneo è iniziato il 19 ottobre 2019 e si sarebbe dovuto concludere il 17 maggio 2020. La competizione prima è stata sospesa dopo la quinta giornata della prima fase e poi definitivamente annullata il 30 aprile 2020 a causa della pandemia di COVID-19.

## Squadre partecipanti
| Nazione    | Club               | Città                | Qualificazione                                                                |
| ---------- | ------------------ | -------------------- | ----------------------------------------------------------------------------- |
| Francia    | Quévert            | Dinan e Quévert      | 1º in Nationale 1 2018-2019, campione di Francia                              |
| Francia    | SCRA Saint-Omer    | Saint-Omer           | 2º in Nationale 1 2018-2019                                                   |
| Germania   | Germania Herringen | Hamm                 | 1º in Rollhockey-Bundesliga 2018-2019, vince i play-off, campione di Germania |
| Italia     | Amatori Lodi       | Lodi                 | 1º in Serie A1 2018-2019, semifinali dei play-off                             |
| Italia     | Forte dei Marmi    | Forte dei Marmi      | 2º in Serie A1 2018-2019, vince i play-off, campione d'Italia                 |
| Italia     | HRC Monza          | Monza                | 9º in Serie A1 2018-2019                                                      |
| Italia     | Sarzana            | Sarzana              | 7º in Serie A1 2018-2019, quarti di finale dei play-off                       |
| Portogallo | Benfica            | Lisbona              | 4º in 1ª Divisão 2018-2019                                                    |
| Portogallo | Oliveirense        | Oliveira de Azeméis  | 2º in 1ª Divisão 2018-2019                                                    |
| Portogallo | Porto              | Porto                | 1º in 1ª Divisão 2018-2019, campione del Portogallo                           |
| Portogallo | Sporting CP        | Lisbona              | Campione d'Europa in carica, 3º in 1ª Divisão 2018-2019                       |
| Spagna     | Barcellona         | Barcellona           | 1º in OK Liga 2018-2019, campione di Spagna                                   |
| Spagna     | Deportivo Liceo    | La Coruña            | 2º in OK Liga 2018-2019                                                       |
| Spagna     | Noia               | Sant Sadurní d'Anoia | 4º in OK Liga 2018-2019                                                       |
| Spagna     | Reus Deportiu      | Reus                 | 3º in OK Liga 2018-2019                                                       |
| Svizzera   | Biasca             | Biasca               | 2º in Lega Nazionale A 2018-2019, vince i play-off, campione di Svizzera      |

## Risultati

### Fase a gironi

#### Girone A
| Squadra       | Pt | G | V | N | P | GF | GS | DG  |
| ------------- | -- | - | - | - | - | -- | -- | --- |
| Amatori Lodi  | 12 | 5 | 4 | 0 | 1 | 21 | 11 | +10 |
| Reus Deportiu | 10 | 5 | 3 | 1 | 1 | 17 | 11 | +6  |
| Sporting CP   | 7  | 5 | 2 | 1 | 2 | 12 | 14 | -2  |
| Quévert       | 0  | 5 | 0 | 0 | 5 | 8  | 22 | -14 |

| Reus 19 ottobre 2019 1ª giornata | Reus Deportiu            | 6 – 2 | Quévert | Pavelló Olímpic de Reus\| Arbitri: \| Joao Duarte Ricardo Leao \| |
| Arbitri:                         | Joao Duarte Ricardo Leao |       |         |                                                                   |

| Lisbona 19 ottobre 2019 1ª giornata | Sporting CP              | 4 – 2 | Amatori Lodi | Pavilhão João Rocha\| Arbitri: \| Jose Gomez Gerard Gorina \| |
| Arbitri:                            | Jose Gomez Gerard Gorina |       |              |                                                               |

| Lodi 16 novembre 2019 2ª giornata | Amatori Lodi             | 3 – 2 | Reus Deportiu | PalaCastellotti\| Arbitri: \| Joaquim Pinto Jose Pinto \| |
| Arbitri:                          | Joaquim Pinto Jose Pinto |       |               |                                                           |

| Dinan 16 novembre 2019 2ª giornata | Quévert                      | 1 – 2 | Sporting CP | Salle Némée de Dinan\| Arbitri: \| Ivan Gonzalez Oscar Valverde \| |
| Arbitri:                           | Ivan Gonzalez Oscar Valverde |       |             |                                                                    |

| Dinan 14 dicembre 2019 3ª giornata | Quévert                       | 0 – 6 | Amatori Lodi | Salle Némée de Dinan\| Arbitri: \| Miguel Guilherme Luis Peixoto \| |
| Arbitri:                           | Miguel Guilherme Luis Peixoto |       |              |                                                                     |

| Reus 14 dicembre 2019 3ª giornata | Reus Deportiu                     | 3 – 3 | Sporting CP | Pavelló Olímpic de Reus\| Arbitri: \| Alessandro Eccelsi Filippo Fronte \| |
| Arbitri:                          | Alessandro Eccelsi Filippo Fronte |       |             |                                                                            |

| Lodi 18 gennaio 2020 4ª giornata | Amatori Lodi            | 5 – 4 | Quévert | PalaCastellotti\| Arbitri: \| Paulo Rainha Rui Torres \| |
| Arbitri:                         | Paulo Rainha Rui Torres |       |         |                                                          |

| Lisbona 18 gennaio 2020 4ª giornata | Sporting CP                      | 2 – 3 | Reus Deportiu | Pavilhão João Rocha\| Arbitri: \| Massimiliano Carmazzi Luca Molli \| |
| Arbitri:                            | Massimiliano Carmazzi Luca Molli |       |               |                                                                       |

| Lodi 15 febbraio 2020 5ª giornata | Amatori Lodi | 5 – 1 | Sporting CP | PalaCastellotti |

| Dinan 15 febbraio 2020 5ª giornata | Quévert | 1 – 3 | Reus Deportiu | Salle Némée de Dinan |

#### Girone B
| Squadra   | Pt | G | V | N | P | GF | GS | DG  |
| --------- | -- | - | - | - | - | -- | -- | --- |
| Porto     | 12 | 5 | 4 | 0 | 1 | 33 | 12 | +21 |
| Noia      | 10 | 5 | 3 | 1 | 1 | 26 | 14 | +12 |
| HRC Monza | 7  | 5 | 2 | 1 | 2 | 17 | 22 | -5  |
| Biasca    | 0  | 5 | 0 | 0 | 5 | 10 | 38 | -28 |

| Sant Sadurní d'Anoia 19 ottobre 2019 1ª giornata | Noia                      | 10 – 0 | Biasca | Pavelló Olímpic de l'Ateneu Agrícola\| Arbitri: \| Arnaud Esoli Loic Le Menn \| |
| Arbitri:                                         | Arnaud Esoli Loic Le Menn |        |        |                                                                                 |

| Porto 19 ottobre 2019 1ª giornata | Porto                     | 10 – 1 | HRC Monza | Dragão Caixa\| Arbitri: \| Raul Burgos Ivan Gonzalez \| |
| Arbitri:                          | Raul Burgos Ivan Gonzalez |        |           |                                                         |

| Biassono 16 novembre 2019 2ª giornata | HRC Monza                | 3 – 3 | Noia | PalaRovagnati\| Arbitri: \| Joao Duarte Ricardo Leao \| |
| Arbitri:                              | Joao Duarte Ricardo Leao |       |      |                                                         |

| Biasca 16 novembre 2019 2ª giornata | Biasca                         | 1 – 12 | Porto | Palaroller\| Arbitri: \| Torsten Flossel Thomas Ullrich \| |
| Arbitri:                            | Torsten Flossel Thomas Ullrich |        |       |                                                            |

| Biasca 14 dicembre 2019 3ª giornata | Biasca                   | 2 – 5 | HRC Monza | Palaroller\| Arbitri: \| Nuno Melo Julien Thibaud \| |
| Arbitri:                            | Nuno Melo Julien Thibaud |       |           |                                                      |

| Sant Sadurní d'Anoia 14 dicembre 2019 3ª giornata | Noia                             | 6 – 4 | Porto | Pavelló Olímpic de l'Ateneu Agrícola\| Arbitri: \| Massimiliano Carmazzi Luca Molli \| |
| Arbitri:                                          | Massimiliano Carmazzi Luca Molli |       |       |                                                                                        |

| Biassono 18 gennaio 2020 4ª giornata | HRC Monza                   | 6 – 4 | Biasca | PalaRovagnati\| Arbitri: \| Thomas Ehlert Frank Schafer \| |
| Arbitri:                             | Thomas Ehlert Frank Schafer |       |        |                                                            |

| Porto 18 gennaio 2020 4ª giornata | Porto                         | 4 – 2 | Noia | Dragão Caixa\| Arbitri: \| Matteo Galoppi Franco Ferrari \| |
| Arbitri:                          | Matteo Galoppi Franco Ferrari |       |      |                                                             |

| Biasca 15 febbraio 2020 5ª giornata | Biasca | 3 – 5 | Noia | Palaroller |

| Biassono 15 febbraio 2020 5ª giornata | HRC Monza | 2 – 3 | Porto | PalaRovagnati |

#### Girone C
| Squadra            | Pt | G | V | N | P | GF | GS | DG  |
| ------------------ | -- | - | - | - | - | -- | -- | --- |
| Barcellona         | 13 | 5 | 4 | 1 | 0 | 33 | 10 | +23 |
| Benfica            | 10 | 5 | 3 | 1 | 1 | 32 | 14 | +18 |
| Sarzana            | 4  | 5 | 1 | 1 | 3 | 15 | 32 | -17 |
| Germania Herringen | 1  | 5 | 0 | 1 | 4 | 13 | 37 | -24 |

| Lisbona 19 ottobre 2019 1ª giornata | Benfica                    | 14 – 0 | Germania Herringen | Pavilhão da Luz Nº 1\| Arbitri: \| Urs Dornbierer Steff Jordi \| |
| Arbitri:                            | Urs Dornbierer Steff Jordi |        |                    |                                                                  |

| Sarzana 19 ottobre 2019 1ª giornata | Sarzana                    | 0 – 10 | Barcellona | Pista Vecchio Mercato\| Arbitri: \| Paulo Almeida Jaime Vieira \| |
| Arbitri:                            | Paulo Almeida Jaime Vieira |        |            |                                                                   |

| Sarzana 16 novembre 2019 2ª giornata | Sarzana                   | 2 – 7 | Benfica | Pista Vecchio Mercato\| Arbitri: \| Antonio Gomes Daniel Pico \| |
| Arbitri:                             | Antonio Gomes Daniel Pico |       |         |                                                                  |

| Hamm 16 novembre 2019 2ª giornata | Germania Herringen                 | 2 – 7 | Barcellona | Glückauf Arena\| Arbitri: \| Roland Eggimann Johannes Schneider \| |
| Arbitri:                          | Roland Eggimann Johannes Schneider |       |            |                                                                    |

| Hamm 14 dicembre 2019 3ª giornata | Germania Herringen     | 3 – 3 | Sarzana | Glückauf Arena\| Arbitri: \| Bruno Sosa Karl Wilson \| |
| Arbitri:                          | Bruno Sosa Karl Wilson |       |         |                                                        |

| Lisbona 14 dicembre 2019 3ª giornata | Benfica                       | 2 – 4 | Barcellona | Pavilhão da Luz Nº 1\| Arbitri: \| Franco Ferrari Matteo Galoppi \| |
| Arbitri:                             | Franco Ferrari Matteo Galoppi |       |            |                                                                     |

| Sarzana 18 gennaio 2020 4ª giornata | Sarzana                | 9 – 5 | Germania Herringen | Pista Vecchio Mercato\| Arbitri: \| Loic Le Menn Nuno Melo \| |
| Arbitri:                            | Loic Le Menn Nuno Melo |       |                    |                                                               |

| Barcellona 18 gennaio 2020 4ª giornata | Barcellona                        | 5 – 5 | Benfica | Palau Blaugrana\| Arbitri: \| Alessandro Eccelsi Filippo Fronte \| |
| Arbitri:                               | Alessandro Eccelsi Filippo Fronte |       |         |                                                                    |

| Hamm 15 febbraio 2020 5ª giornata | Germania Herringen | 3 – 4 | Benfica | Glückauf Arena |

| Barcellona 16 febbraio 2020 5ª giornata | Barcellona | 7 – 1 | Sarzana | Palau Blaugrana |

#### Girone D
| Squadra         | Pt | G | V | N | P | GF | GS | DG  |
| --------------- | -- | - | - | - | - | -- | -- | --- |
| Oliveirense     | 12 | 5 | 4 | 0 | 1 | 19 | 8  | +11 |
| Deportivo Liceo | 12 | 5 | 4 | 0 | 1 | 19 | 11 | +8  |
| Forte dei Marmi | 4  | 5 | 1 | 1 | 3 | 11 | 20 | -9  |
| SCRA Saint-Omer | 1  | 5 | 0 | 1 | 4 | 13 | 23 | -10 |

| Oliveira de Azeméis 19 ottobre 2019 1ª giornata | Oliveirense                 | 3 – 0 | SCRA Saint-Omer | Pavilhão Dr. Salvador Machado\| Arbitri: \| Antonio Gomez Alberto Lopez \| |
| Arbitri:                                        | Antonio Gomez Alberto Lopez |       |                 |                                                                            |

| Forte dei Marmi 19 ottobre 2019 1ª giornata | Forte dei Marmi               | 2 – 6 | Deportivo Liceo | PalaForte\| Arbitri: \| Miguel Guilherme Luis Peixoto \| |
| Arbitri:                                    | Miguel Guilherme Luis Peixoto |       |                 |                                                          |

| La Coruña 16 novembre 2019 2ª giornata | Deportivo Liceo                   | 1 – 4 | Oliveirense | Pazo dos Deportes de Riazor\| Arbitri: \| Alessandro Eccelsi Filippo Fronte \| |
| Arbitri:                               | Alessandro Eccelsi Filippo Fronte |       |             |                                                                                |

| Saint-Omer 16 novembre 2019 2ª giornata | SCRA Saint-Omer        | 5 – 5 | Forte dei Marmi | Salle des Sports du Brockus\| Arbitri: \| Sergi Mayor Isaac Sanz \| |
| Arbitri:                                | Sergi Mayor Isaac Sanz |       |                 |                                                                     |

| Saint-Omer 14 dicembre 2019 3ª giornata | SCRA Saint-Omer         | 2 – 5 | Deportivo Liceo | Salle des Sports du Brockus\| Arbitri: \| Paulo Rainha Rui Torres \| |
| Arbitri:                                | Paulo Rainha Rui Torres |       |                 |                                                                      |

| Oliveira de Azeméis 14 dicembre 2019 3ª giornata | Oliveirense             | 7 – 2 | Forte dei Marmi | Pavilhão Dr. Salvador Machado\| Arbitri: \| Raul Burgos Josep Ribo' \| |
| Arbitri:                                         | Raul Burgos Josep Ribo' |       |                 |                                                                        |

| La Coruña 18 gennaio 2020 4ª giornata | Deportivo Liceo             | 5 – 2 | SCRA Saint-Omer | Pazo dos Deportes de Riazor\| Arbitri: \| Silvia Coelho Orlando Panza \| |
| Arbitri:                              | Silvia Coelho Orlando Panza |       |                 |                                                                          |

| Forte dei Marmi 18 gennaio 2020 4ª giornata | Forte dei Marmi            | 1 – 0 | Oliveirense | PalaForte\| Arbitri: \| Daniel Pico Oscar Valverde \| |
| Arbitri:                                    | Daniel Pico Oscar Valverde |       |             |                                                       |

| La Coruña 15 febbraio 2020 5ª giornata | Deportivo Liceo | 2 – 1 | Forte dei Marmi | Pazo dos Deportes de Riazor |

| Saint-Omer 15 febbraio 2020 5ª giornata | SCRA Saint-Omer | 4 – 5 | Oliveirense | Salle des Sports du Brockus |